# Paranchistus spondylis
Paranchistus spondylis är en kräftdjursart som beskrevs av Suzuki 1971. Paranchistus spondylis ingår i släktet Paranchistus och familjen Palaemonidae. Inga underarter finns listade i Catalogue of Life.